# Marșul postașilor
Marșul postașilor este un film românesc din 1987 regizat de Copel Moscu.